# حبيب شويخ
اللاعب اللبناني حبيب عدنان شويخ، من مواليد 1995.
يلعب حالياً مع نادي الصفاء الرياضي 
المركز: وسط ميدان (صانع ألعاب)

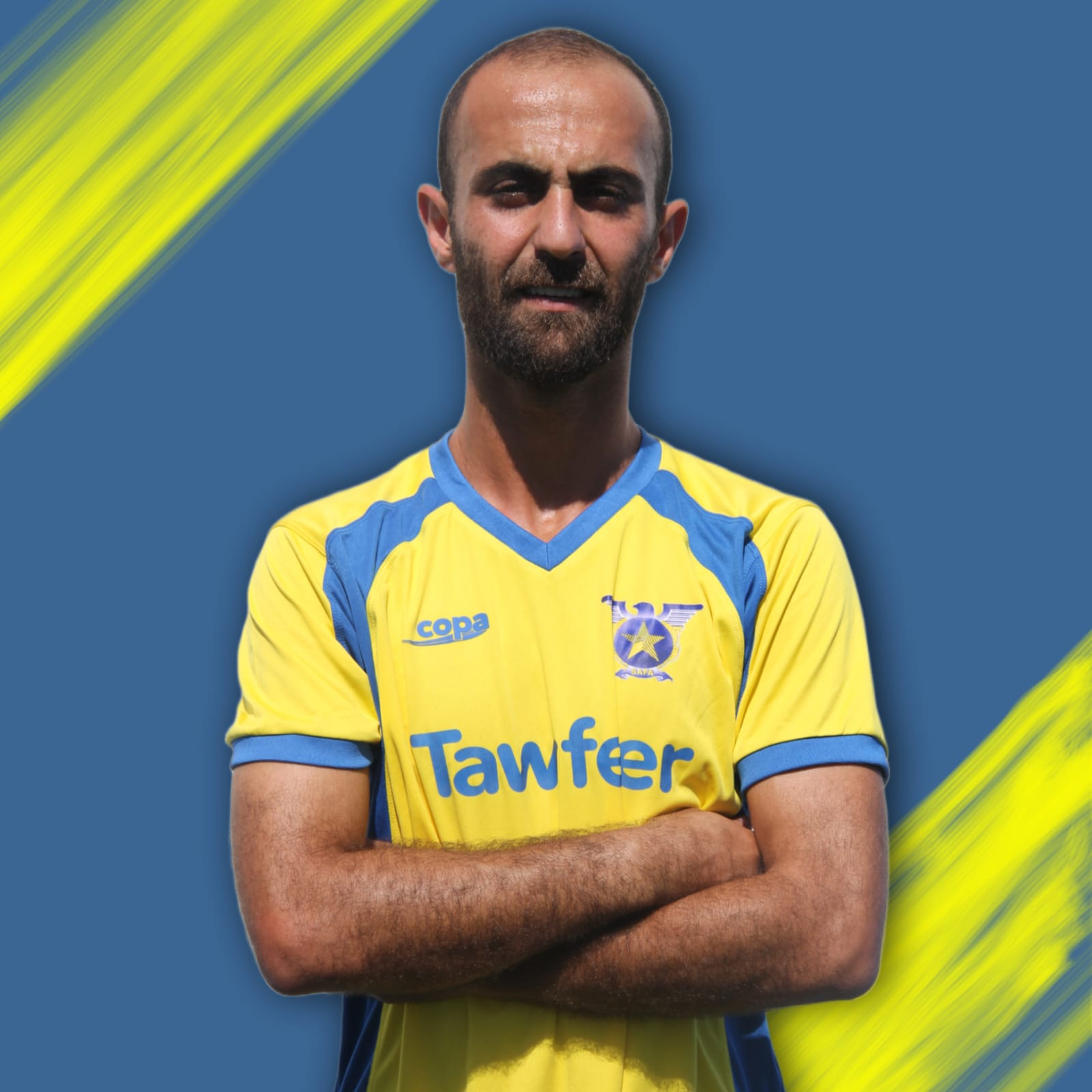

بدايته كانت مع فريق التضامن صور و من ثم انتقل الى الاصلاح برج الشمالي حيث ساهم بصعود الفريق من دوري الدرجة الثانية الى دوري الدرجة الاولى مما جعل عدة اندية من دوري الوضواء بالتواصل معه، بعدها انتقل الى فريق الاخاء الاهلي عاليه بعقد يمتد لثلاث سنوات ، و من ثم انتقل الى بطل الدوري اللبناني انذاك نادي العهد الرياضي ومن ثم انتقل بصفقة إعارة إلى نادي الصفاء الرياضي موسم ٢٠٢١/٢٠٢٢ وانتقل للصفاء بشكل دائم سنة 2023.
كما مثل المنتخب اللبناني في فئاته العمرية في استحقاقات عديدة.